# Brezolupy
Brezolupy és un poble i municipi d'Eslovàquia que es troba a la regió de Trenčín. La primera menció escrita de la vila es remunta al 1294.

## Demografia
| Godina             | 1994 | 2004    | 2014   | 2024   |
| ------------------ | ---- | ------- | ------ | ------ |
| Nombre de persones | 410  | 476     | 494    | 521    |
| Diferència         |      | +16,09% | +3,78% | +5,46% |

| Godina             | 2023 | 2024   |
| ------------------ | ---- | ------ |
| Nombre de persones | 506  | 521    |
| Diferència         |      | +2,96% |